# Krẽyé de Bacabal
Krẽyé de Bacabal (Creyé, Crenyé), jedno od tri plemena sjeverne skupine Istočnih Timbira iz države Maranhão, Brazil, jezične porodice Gé. Ostala dva plemena su Nucoecamecran i Timbira de Araparytíva ili Gurupy. U kasnom 18 .stoljeću bilo ih je oko 800, a 1862. preostalo ih je 87. Ne smiju se brkati s južnijim plemenom Krẽyé de Cajuapára.

## Vanjske poveznice
- - Fundação Universidade do Tocantins[neaktivna poveznica]